# Rusze trolibuszvonal-hálózata
Rusze trolibuszvonal-hálózata (bolgár nyelven: Русе Тролейбусен транспорт) Bulgária Rusze városában található trolibuszhálózat. Összesen 7 vonalból áll. Jelenlegi üzemeltetője a Общински Транспорт Русе АД (Municipal Transport Ruse AD). Az áramellátás felsővezetékről történik, a feszültség egyenáram. 
A forgalom 1988. szeptember 9.-én indult el.

## Útvonalak
Rusze trolibusz-vonalai:
- 02: "Treti Mart" Blvrd. – "Sent Uan" Str. – "Nikolaevska" Str. – "Skobelev" Blvrd. – "Lipnik" Blvrd.
- 09: Charodeika South-Residential District – "Hristo Botev" Blvrd – "Stefan Stambolov" Str. – "Treti Mart" Blvrd.
- 13: Druzhba 3 Residential District – "Dame Gruev" Str. – "Tsar Osvoboditel" Blvrd. - "Lipnik" Blvrd. – Ruse Sorting yard.
- 21: Charodeika South-Residential District – "Tsar Osvoboditel" Blvrd. – "Lipnik" Blvrd. – Ruse Sorting yard.
- 24: Druzhba 3 Residential District – "Tsar Osvoboditel" Blvrd – "Skobelev" Blvrd. – "Treti Mart" Blvrd.
- 27: Druzhba 3 Residential District – "Hristo Botev" Blvrd. – "Syedinenie" Blvrd. – "Tutrakan" Blvrd.
- 29: Charodeika South-Residential District – "Hristo Botev" Blvrd. – "Syedinenie" Blvrd. – "Pliska" Str. – "Tutrakan" Blvrd.